# Îles Yalour
Les îles Yalour sont un ensemble de petites îles et d'îlots réparties sur 1,5 mille de large environ, situées à l'est de l'archipel Argentine dans l'archipel Wilhelm près de la péninsule Antarctique. Elles furent découvertes par la première expédition française en Antarctique conduite par Jean-Baptiste Charcot, qui s'est déroulée du 31 août 1903 au 4 mars 1905. Celui-ci  les a nommé en l'honneur de  Jorge Yalour, capitaine de l'ARA Uruguay de la Marine argentine, qui vint sauver l'expédition suédoise en Antarctique effectuée par Otto Nordenskjöld et Carl Anton Larsen.
Les îles Yalour abritent une colonie de manchots d'Adélie et il est possible d'observer des oiseaux marins comme le pétrel géant.